# I misteri di Roma
Pour plus de détails, voir Fiche technique et Distribution.
I misteri di Roma est un film italien supervisé par Cesare Zavattini, sorti en 1963.

## Contenu
Une journée à Rome vue par seize réalisateurs différents sous la supervision du grand scénariste Cesare Zavattini, auteur du concept original.

## Fiche technique
- Titre : I misteri di Roma
- Réalisation : Gianni Bisiach, Libero Bizzarri, Mario Carbone, Angelo D'Alessandro, Lino Del Fra, Luigi Di Gianni, Giuseppe Ferrara, Ansano Giannarelli, Giulio Macchi, Lorenza Mazzetti, Enzo Muzii, Piero Nelli, Paolo Nuzzi, Dino B. Partesano, Massimo Mida, Giovanni Vento, sous la supervision de Cesare Zavattini
- Idée originale : Cesare Zavattini
- Commentaires écrits par : Braccio Agnoletti, Mino Argentieri, Ivano Cipriani, Callisto Cosulich, Giorgio Krimer, Luigi De Marchi, Luciano Malaspina, Lino Micciche'
- Coordination artistique : Marco Zavattini
- Directeurs de la photographie : Mario Carbone, Giuseppe De Mitri, Aldo De Robertis, Antonio Piazza, Ugo Piccone, Pino Pinori
- Montage : Eraldo Da Roma
- Musique : Piero Umiliani
- Son : Vittorio De Sisti, Enore Forni, Alessandro Fortini, Guido Nardone, Goffredo Salvatori, Vittorio Trentino, Ennio Zarelli
- Producteur : Achille Piazzi
- Maison de production : SPA Cinematografica
- Pays :  Italie
- Genre : Documentaire
- Durée : 106 minutes
- Procédé : 35mm (positif et négatif), Noir et Blanc, Son mono

Censure Italie : Interdit aux moins de 18 ans
- Première représentation  Italie :5 septembre 1963 (Mostra de Venise 1963)